# Помето (Павија)
Помето је насеље у Италији у округу Павија, региону Ломбардија.
Према процени из 2011. у насељу је живело 270 становника. Насеље се налази на надморској висини од 522 м.